# Katharina Schmid
Pour les articles homonymes, voir Althaus.
Katharina Schmid, (née Althaus) le 23 mai 1996 à Oberstdorf, est une sauteuse à ski allemande. Elle est championne du monde par équipes mixtes en 2015, 2019, 2021 et 2023, par équipes féminines en 2019 et 2023 et médaillée d'or en individuel sur tremplin normal en 2023. Elle est vice-championne olympique en 2018 et 2022.

## Parcours sportif

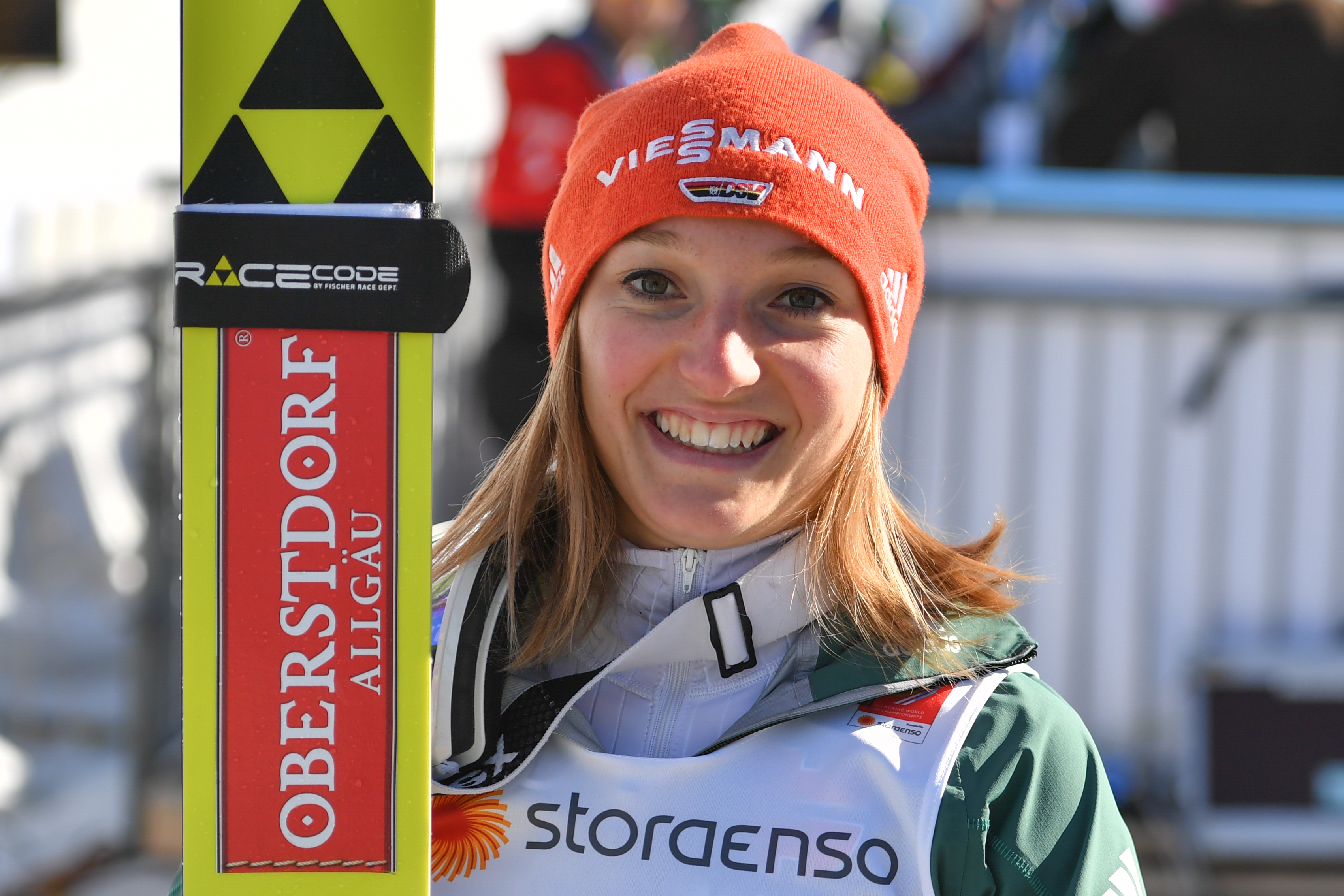
Katharina Schmid en 2019

Licenciée au SC Oberstdorf, Katharina Althaus commence le saut à ski au niveau international en 2008 dans la Coupe continentale à Bischofsgruen le 10 août : elle obtient la 47e place. Elle obtient son premier podium à l'été 2011 à Zakopane.

### Jeux olympiques
En 2014, elle est sélectionnée pour le premier concours olympique de saut à ski féminin aux Jeux olympiques. Elle se classe 23e. Aux Jeux olympiques d'hiver de 2018, elle obtient la médaille d'argent derrière Maren Lundby. Quatre ans plus tard, elle remporte une nouvelle médaille d'argent, cette fois derrière Urša Bogataj.

### Jeux olympiques de la jeunesse
Katharina Althaus participe aux Jeux olympiques de la jeunesse d'hiver de 2012 se tenant à Innsbruck. Elle remporte la médaille d'or par équipe ainsi que la médaille d'argent en saut à ski individuel.

### Championnats du monde
En 2015, elle est médaillée d'or au concours par équipes mixtes, ce qui est sa première victoire dans l'élite. En 2017, elle est huitième en individuel, son meilleur résultat en grand championnat jusque là.
Aux Championnats du monde 2019, elle est de nouveau devancée d'un demi-point par sa rivale Maren Lundby, gagnante de la Coupe du monde et prend la médaille d'argent en individuel. Par équipes, elle gagne les titres mondiaux au premier concours féminin et en mixte.

### Coupe du monde
Le concours inaugural de la première Coupe du monde féminine de saut à ski se tient à Lillehammer le 3 décembre 2011, il est couplé avec une épreuve masculine sur le même tremplin HS100. Katharina Althaus y prend part, mais rate la qualification pour la deuxième manche de 2,1 point, elle prend la 33e place.
Au 28 janvier 2014, son meilleur résultat est une place de quatrième, obtenue à Tchaïkovski le 4 janvier 2014.
En janvier 2017, elle monte sur le podium pour la première fois en terminant troisième à Sapporo. Le mois suivant, elle récolte trois podiums dont une victoire à Ljubno. En décembre 2017, elle ajoute deux victoires à Lillehammer, la plaçant en tête du classement général. Elle gagne une troisième course cet hiver à Rasnov, mais est battue par Maren Lundby pour le gain du classement général. En 2018-2019, le scénario se repète, Althaus gagnant trois nouveaux concours, dont deux à Prémanon, avant de finir la saison deuxième encore derrière Lundby à la Coupe du monde.

## Palmarès

### Jeux olympiques
| Épreuve / Édition | Sotchi 2014 | Pyeongchang 2018 | Pékin 2022 |
| Individuel        | 23e         | Argent           | Argent     |

### Championnats du monde
| Épreuve / Édition  | Val di Fiemme 2013               | Falun 2015                       | Lahti 2017                       | Seefeld 2019                     | Oberstdorf 2021 | Planica 2023 | Trondheim 2025 |
| Petit tremplin     | 32e                              | 17e                              | 8e                               | Argent                           |                 | Or           |                |
| Grand tremplin     | Épreuve inexistante à cette date | Épreuve inexistante à cette date | Épreuve inexistante à cette date | Épreuve inexistante à cette date |                 | Bronze       |                |
| Par équipes        | Épreuve inexistante à cette date | Épreuve inexistante à cette date | Épreuve inexistante à cette date | Or                               |                 | Or           | Bronze         |
| Par équipes mixtes |                                  | Or                               |                                  | Or                               | Or              | Or           |                |

### Coupe du monde
- Meilleur classement général : 2e en 2018 et 2019.
- 59 podiums en individuelle, dont 19 victoires.
- 3 podiums par équipes dont 2 victoires.
- 1 podium en Super Team : 1 troisième place.
- 4 podiums par équipes mixte : 1 victoire et 3 troisièmes places.

#### Classements généraux annuels
| Année | Rang |
| 2012  | 28e  |
| 2013  | 22e  |
| 2014  | 13e  |
| 2015  | 9e   |
| 2016  | 12e  |
| 2017  | 4e   |
| 2018  | 2e   |
| 2019  | 2e   |
| 2020  | 5e   |
| 2021  | 9e   |
| 2022  | 4e   |

#### Victoires
| Année     | Lieu |
| 2016-2017 | Ljubno (Slovénie) |
| 2017-2018 | Lillehammer (Norvège) x2, Rasnov (Roumanie) |
| 2018-2019 | Lillehammer (Norvège), Prémanon (France) x2 |
| 2021-2022 | Lillehammer (Norvège) |
| 2022-2023 | Lillehammer (Norvège), Titisee-Neustadt (Allemagne), Sapporo (Japon), Hinterzarten (Allemagne), Willingen (Allemagne), Rasnov (Roumanie), Lillehammer (Norvège) |
| 2024-2025 | Lillehammer (Norvège), Zhangjiakou (Chine) x2, Villach (Autriche)                                                                                               |

### Championnats du monde junior
- Erzurum 2012 :
  -  Médaille d'argent par équipes.
- Liberec 2013 :
  -  Médaille de bronze par équipes.
- Rasnov 2016 :
  -  Médaille d'argent en individuel.
  -  Médaille de bronze par équipes.

### Coupe continentale
Elle compte deux victoires dans cette compétition.

### Grand Prix
Elle remporte sa première victoire en 2017 à Courchevel.